# 東中浦村
東中浦村（ひがしなかうらむら）は、大分県南海部郡にあった村。現在の佐伯市の一部にあたる。

## 地理
佐伯湾に面する鶴見半島の北岸に位置していた。
- 島嶼：大島[3]

## 歴史
- 1889年（明治26年）4月1日、町村制の施行により、南海部郡中越浦、羽出浦、梶寄浦、丹賀浦、大島が合併して村制施行し、東中浦村が発足[1][2]。旧村名を継承した中越浦、羽出浦、梶寄浦、丹賀浦、大島の5大字を編成[2]。
- 1922年（大正11年）9月1日、大字中越浦・羽出浦が分立し村制施行して中浦村が発足[1][2]。3大字となる。
- 1955年（昭和30年）3月31日、南海部郡中浦村、西中浦村と合併し、鶴見村を新設して廃止された[1][2]。

## 産業
- 農業、漁業